# Noelia (album)
Noelia è l'album di debutto della cantante pop portoricana Noelia, pubblicato il 16 febbraio 1999 dall'etichetta discografica Fonovisa Records.
L'album è stato promosso dai singoli Tú, Toco la luz e in particolare Candela, tormentone estivo nel 2001 in Europa.

## Tracce
CD (Fonovisa 6080)
1. Tú – 4:50 (Estéfano)
2. Demasiado amor (feat. Jordi) – 5:07 (Estéfano, Donato)
3. Candela – 3:54 (Estéfano)
4. Te amo – 4:40 (Estéfano)
5. Yo no lo entiendo – 4:21 (Estéfano)
6. Te odio – 4:26 (Gandìa, Rodolfo)
7. Hombres – 3:58 (Estéfano)
8. Morir de amor – 4:22 (Estéfano, Marcello Azevedo)
9. Jurame – 3:59 (Gisela Quiroga)
10. Toco la luz – 4:15 (Fuster, Mendo)

Durata totale: 43:52